# Fender Bronco
La Fender Bronco est une guitare électrique produite par la marque Fender entre 1967 et 1981. Destinée à un public débutant, elle est proposée au catalogue accompagnée de son ampli à lampes de huit watts.  

## Conception et développement
La Bronco utilise le manche et le corps de la Fender Mustang, sortie en 1965, mais elle se distingue de cette dernière par l'utilisation d'un seul micro placé en position aigu, d'un chevalet vibrato de fabrication médiocre et d'un pickguard blanc/noir/blanc supprimant la plaque de contrôle chromée. L'amplis est un Silverface de la game simplement estampillé Bronco Amp. La Bronco, comme son ainée présente un manche étroit au diapason court pour faciliter le jeu des petites mains. Son arrivée au catalogue ne correspond pas à une innovation mais à la politique que CBS met en place avec les instruments de la marque qui favorise la minimalisation des couts au détriment de la qualité.
Bien que la grande majorité des Bronco soit proposée en finition Dakota Red (rouge) ou Black (noire), la guitare est également produite en finition Fiesta Red (rouge) et Olympic White (blanche).

## Notoriété
N'ayant jamais vraiment trouvé son public, en partie à cause de son unique micro, la Bronco cesse d'être produite en 1981. Son impopularité fait qu'elle est aujourd'hui assez rare aux États-Unis et quasiment introuvable en Europe. Bien que bénéficiant d'un regain d'intérêt, elle reste relativement peu prisée des collectionneurs qui lui préfère généralement la Mustang, de même forme mais dotée de deux micros. De nombreuses Bronco ont été modifiées, notamment par ajout d'un ou plusieurs micros supplémentaires.
Il est tout de même à noter que le guitariste des "Subtle Turnhips" joue sur un modele, dans sa version d'origine, depuis 1989. Elle est également utilisée par Rick Parfitt, dotée du coloris Fiesta Red, lors du show télévisé Status Quo Doing Their Thing en 1970.
La guitare n'a pas été rééditée par Fender à ce jour, mais la marque propose depuis peu un modèle Bronco Bass qui reprend le design général de cette dernière.

## Caractéristiques techniques
- Corps : aulne
- Manche : érable 1 pièce, vissé
- Touche : palissandre
- Frettes : 22
- Micro : simple bobinage
- Chevalet : vibrato chromé
- Contrôles : volume, tone